# NGC 1744
NGC 1744 är en spiralgalax i stjärnbilden Haren. Den upptäcktes den 20 november 1835 av John Herschel. Galaxen ligger cirka 30 miljoner ljusår från jorden baserat på rödförskjutningsoberoende metoder, vilket innebär, med tanke på dess skenbara dimensioner, att NGC 1744 är ungefär 75 000 ljusår i diameter.

## Egenskaper
NGC 1744 har en smal, ljus stav med många knutar som mäter 1,3 x 0,3 bågminuter i omfång. Spiralarmsmönstret är asymmetriskt. Armarna har många stjärnbildande regioner synliga i H-alfa. De norra och västra armarna innehåller många HII-regioner, medan den korta sydöstra armen har en enda jättelik. Stjärnbildande regioner är synliga längs den svaga och diffusa armen som löper från norr om staven och söderut. Galaxen ses med en lutning på 70°.
Galaxens utseende i ultraviolett ljus är likartat, med öppna armar och stjärnbildande områden. Vätelinjens emission är diffus, utan något urskiljbart spiralmönster, även om det finns några klumpar på platserna för stora stjärnbildande områden, och verkar ostörd. Galaxens totala vätemassa uppskattas till (7,6 ± 0,2) × 109 solmassor, utan väteutsläpp utanför skivans plan.
Galaxen har en brant metallicitetsgradient, troligen orsakad av stavens närvaron, och ökad stjärnbildning där. Den totala stjärnbildningstakten uppskattas till 0,15 solmassa per år.
I kärnan ligger en kärnstjärnhop som är 3,3 bågsekunder bred.

## Närliggande galaxer
NGC 1744 bildar ett icke-interagerande par med ESO 486-G021, som ligger separerad med 58 bågminuter, vilket på avståndet till NGC 1744 motsvarar ett projicerat avstånd på cirka 200 kparsec (650 000 ljusår). NGC 1744 har ansetts ingå i LGG 127-gruppen, som även omfattar NGC 1792 och NGC 1808.

## Galleri

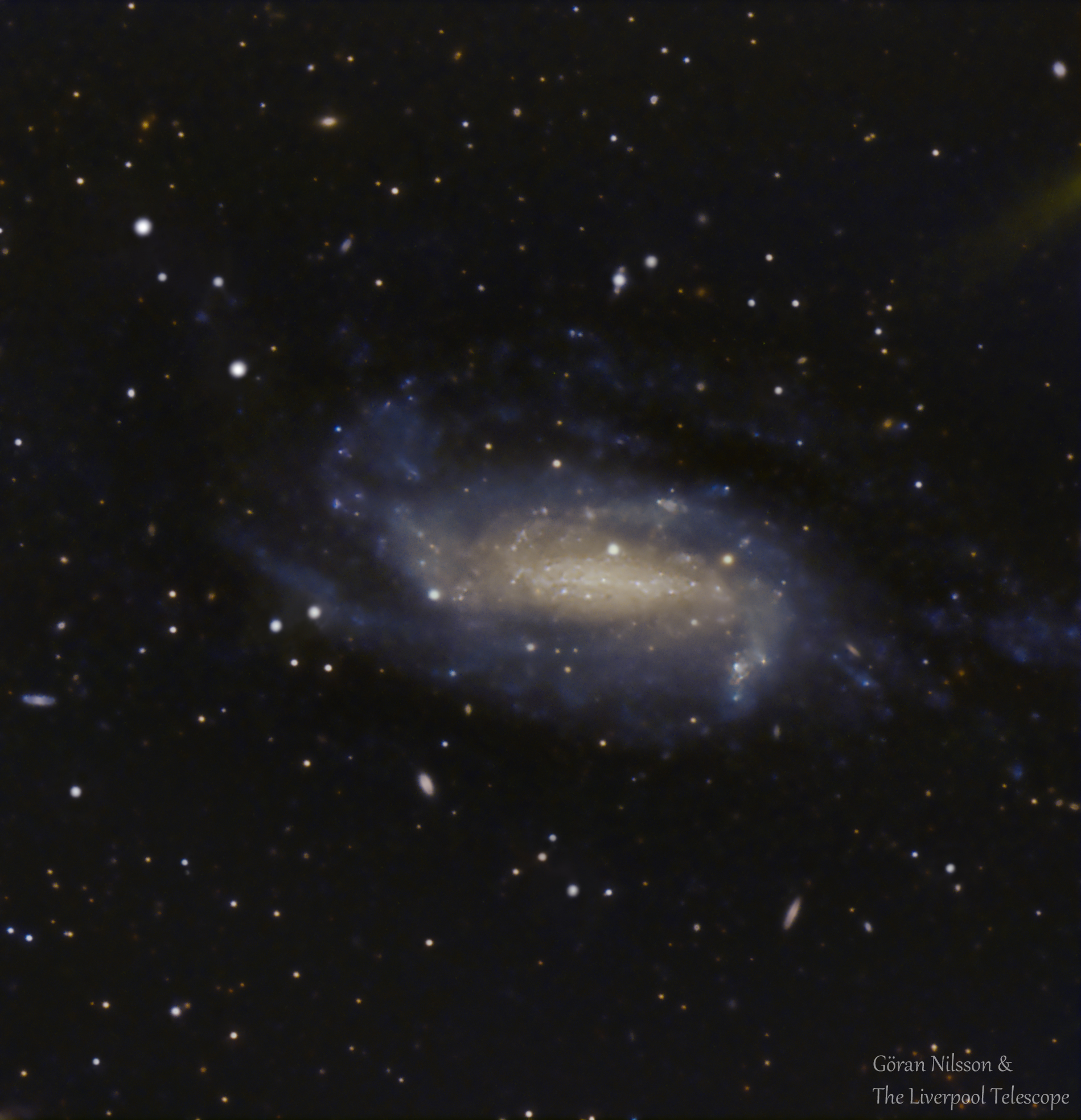
NGC 1744 avbildad med Liverpool telescope
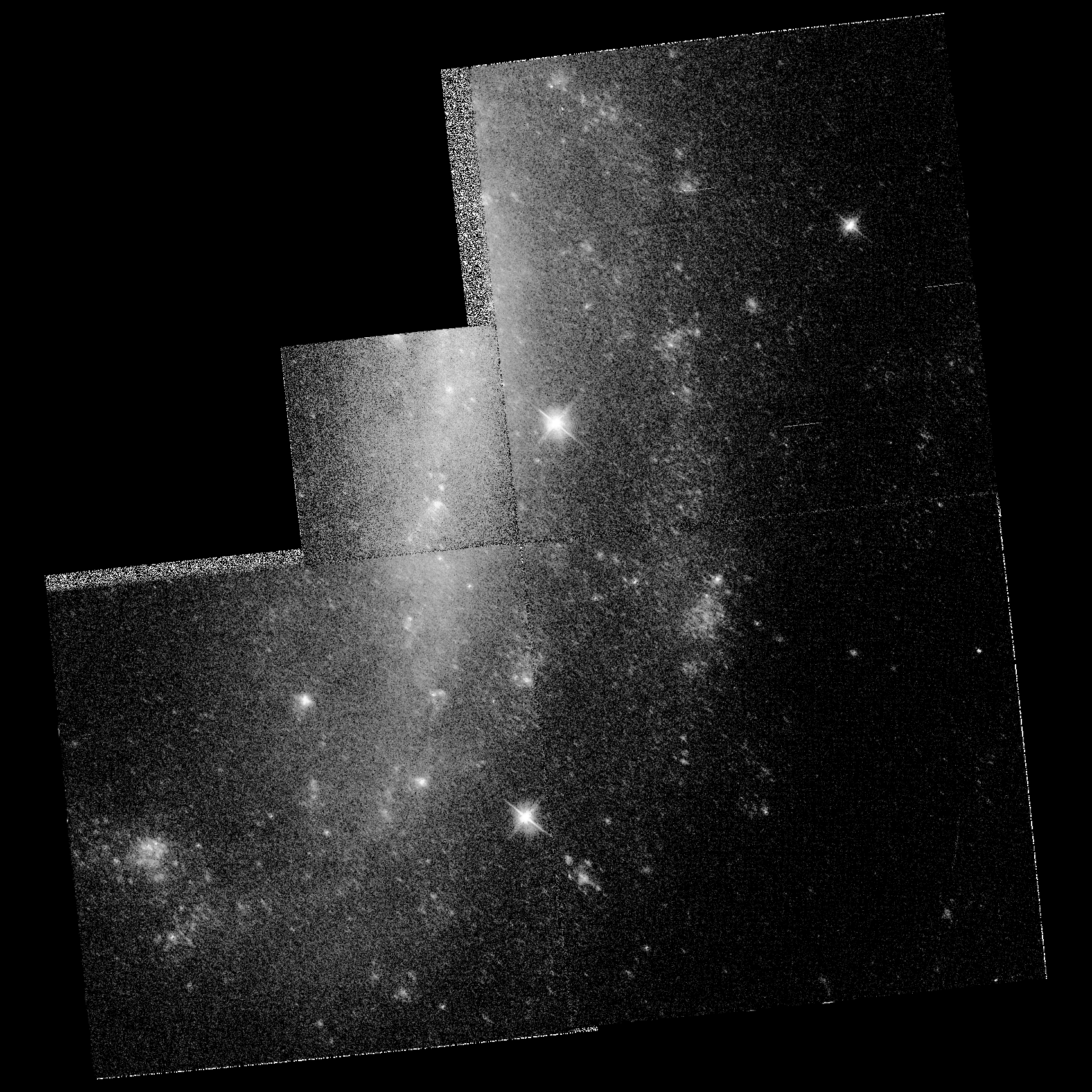
NGC 1744 avbildad med Hubbleteleskopet
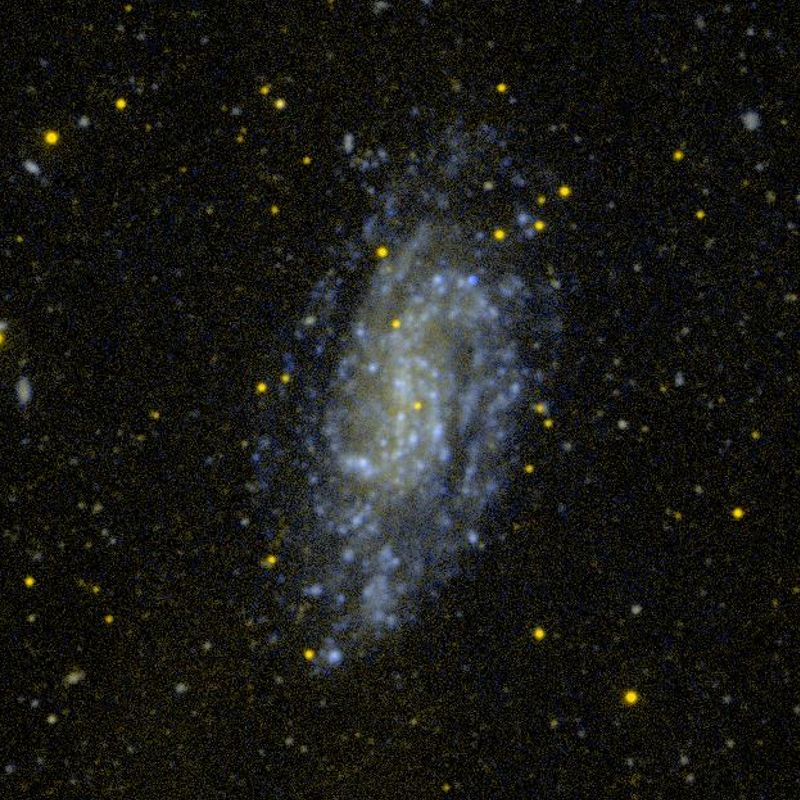
Ultraviolett bild på NGC 1744 tagen med GALEX.